# Stockholm Open 1979
Lo Stockholm Open 1979 è stato un torneo di tennis giocato sul cemento indoor. È stata la 11ª edizione dello Stockholm Open, del Colgate-Palmolive Grand Prix 1979 e del WTA Tour 1979. Il torneo maschile si è giocato dal 5 all'11 novembre, quello femminile dal 1° al 5 novembre 1979 al Kungliga tennishallen di Stoccolma in Svezia.

## Campioni

### Singolare maschile
John McEnroe ha battuto in finale  Gene Mayer con il punteggio di 6–7, 6–3, 6–3

### Doppio maschile
John McEnroe /  Peter Fleming hanno battuto in finale  Tom Okker /  Wojciech Fibak ,6–4, 6–4

### Singolare femminile
Billie Jean King ha battuto in finale  Betty Stöve con il punteggio di 6–3 6–7 7–5

### Doppio femminile
Wendy Turnbull /  Betty Stöve hanno battuto in finale  Billie Jean King /  Ilana Kloss con il punteggio di 7–5, 7–6